# امیل لحود
امیل لحود (به عربی: اميل لحود) یازدهمین رئیس‌جمهور لبنان است. او از ۲۴ نوامبر ۱۹۹۸ تا ۲۳ نوامبر ۲۰۰۷ ریاست‌جمهوری لبنان را بر عهده داشت.

## زندگی
او در ۱۲ ژانویه ۱۹۳۶ در شهرک بعبدات به دنیا آمد. او فرزند ژنرال جمیل لحود است که در ایجاد ارتش لبنان و تلاشهای این کشور در راستای کسب استقلال نقش بسزایی داشت.
در سال ۱۹۶۸ او فرماندهی اولین ناوگان را برعهده گرفت، و از سال ۱۹۷۰ تا ۱۹۸۳ که در مقام ریاست دفتر نظامی وزارت دفاع لبنان قرار داشت در سمت‌های مختلفی از ارتش فعالیت می‌کرد. همچنین او در مقام رئیس کل قوا از سال ۱۹۸۹ تا ۱۹۹۸ ارتش کشور را که در اثر  جنگ داخلی  ۱۹۷۵ تا ۱۹۹۰ تضعیف شده بود بازسازی کرد.

## ریاست‌جمهوری
او در ۲۴ نوامبر ۱۹۹۸ (میلادی) عنوان چهاردهمین رئیس‌جمهور لبنان انتخاب شد. گرچه دوره ریاست جمهوری او باید در دسامبر ۲۰۰۴ پایان می‌یافت، اما پارلمان لبنان پس از تصویب لایحه‌ای در سپتامبر ۲۰۰۴ (میلادی) دوره ریاست جمهوری او را برای مدت ۳ سال دیگر تا ۲۰۰۷ (میلادی) تمدید کرد.
دوره ریاست جمهوری امیل لحود در ۲۴ نوامبر ۲۰۰۷ به پایان رسید و او قبل از ترک کاخ ریاست جمهوری طی پیامی با اعلام حالت فوق‌العاده در لبنان، کنترل امنیتی کشور را به ارتش واگذار کرد.

## زندگی خانوادگی
او با آندره آندونی ازدواج کرد که حاصل آن سه فرزند بود. کارین یکی از فرزندان او با وزیر دفاع لبنان، الیاس مر، ازدواج کرد.